# XI лет Чувашии
XI лет Чува́шии (чув. 11 лет Чувашии) — посёлок в Ибресинском районе Чувашской Республики. Входит в состав Берёзовского сельского поселения.

## География
Находится в центральной части Чувашии на расстоянии приблизительно 17 км на запад-юго-запад по прямой от районного центра посёлка Ибреси.

## История
Посёлок основан в 1932 году переселенцами из села Сыреси Порецкого района. Часть населения в 1950-60-годы переехала в Сибирь.

## Население
| 2010 | 2012 |
| ---- | ---- |
| 46   | ↗85  |

### Историческая численность населения
В 1939 году учтено 238 жителей, в 1970 199, в 1979 году — 114, в 1989 — 58, в 2002 — 46.

### Национальный состав
Согласно переписи 2002 года, преобладающая национальность — чуваши (62 %) из 77 человек

## Инфраструктура
Личное подсобное хозяйство.
В 2002 году отмечено 24 двора, в 2010 − 38
Основа экономики — сельское хозяйство.

## Транспорт
Посёлок доступен автотранспортом.